# Gerhard Bersu
Gerhard Bersu (* 26. September 1889 in Jauer, Provinz Schlesien; † 19. November 1964 in Magdeburg) war ein deutscher Prähistoriker. Bekannt wurde er durch Arbeiten zur Grabungsmethodik und durch seine Ausgrabungen auf dem Goldberg (Nördlinger Ries) sowie die Etablierung der Goldberg-III-Gruppe.

## Leben
Der in Frankfurt (Oder) aufgewachsene Fabrikantensohn nahm bereits in jungen Jahren an vielen Ausgrabungen teil und erhielt noch vor Abschluss des Studiums eine Assistentenstelle am damaligen Landesamt für Denkmalpflege in Stuttgart unter der Leitung von Peter Goessler.

### Erster Weltkrieg und Folgejahre
Bersu meldete sich als Freiwilliger im Ersten Weltkrieg und wurde daraufhin von den deutschen Besatzungstruppen in Belgien und Nordfrankreich mit der Verwaltung von archäologischen Denkmälern und Sammlungen beauftragt. Bei den anschließenden Friedensverhandlungen war er in der Deutschen Waffenstillstandskommission in Spa und später in der Reichsrücklieferungskommission als Referent für Kunstrestitutionen tätig. Im Jahre 1925 wurde er mit einer Arbeit über die Ausgrabungen auf dem Breiten Berg bei Striegau promoviert.

### Nationalsozialismus – Exil – Internierung
Zum Oktober 1924 nahm Bersu eine Stelle als Assistent an der Römisch-Germanischen Kommission in Frankfurt am Main an. In diesem Institut stieg er rasch auf und wurde 1929 zunächst zweiter, 1931 dann erster Direktor der Kommission. Während des Nationalsozialismus konnte er sich bis 1935 auf diesem Posten halten, um schließlich unter anderem auf Betreiben Hans Reinerths, der das Führerprinzip und die damit verbundene strikte Zentralisierung auch in archäologischen Organisationen durchsetzen wollte, verdrängt zu werden. Reinerth nutzte Bersus „Halb-jüdische Abstammung“ als Diffamierungs-Argument. Bersu wurde daraufhin als Referent für Ausgrabungen an die Zentraldirektion des Deutschen Archäologischen Instituts in Berlin versetzt. Er emigrierte 1937 nach England.
Spätestens ab 1938 war er in England als Grabungsleiter tätig und konnte dabei von seinem Erfahrungsschatz, den er auf großflächigen Siedlungsgrabungen erworben hatte, profitieren. Er machte unter anderem das Erkennen von Pfostenlöchern in der englischen Grabungsmethode geläufig. Mit Ausbruch des Zweiten Weltkriegs wurde Bersu als feindlicher Ausländer auf der Isle of Man interniert, aber auch hier konnte er Ausgrabungen durchführen, so beim Schiffsgrab von Balladoole und Cronk Moar, auf dem jungsteinzeitlichen und wikingerzeitlichen Gräberfeld von Ballateare und in der eisenzeitlichen Siedlung von Little Woodbury in Wiltshire, England (1938/1939).

### Nach dem Krieg
Nach der Entlassung aus der Internierung wirkte Bersu von 1947 bis 1950 als Professor an der Royal Irish Academy in Dublin und grub das Hillfort auf dem Freestone Hill im County Kilkenny aus, dann kehrte er nach Deutschland zurück, um hier bis zu seiner Pensionierung 1956 wieder als Direktor der Römisch-Germanischen Kommission zu arbeiten. Ihm wurde im Verlaufe dieser Tätigkeit das Große Verdienstkreuz des Bundesverdienstordens verliehen. Überdies ehrte ihn 1962 die britische Society of Antiquaries of London, deren Honorary fellow er bereits seit 1933 war, mit ihrer höchsten Auszeichnung, der Gold Medal. 1960 wurde er zum korrespondierenden Mitglied der British Academy gewählt.
Gerhard Bersu starb 1964, nachdem er während einer Sitzung der Sektion für Vor- und Frühgeschichte der Deutschen Akademie der Wissenschaften zu Berlin einen Schlaganfall erlitten hatte.

## Ausgrabungen
Bersu nahm unter anderem an folgenden Ausgrabungen teil, zu Beginn in assistierender Funktion, später zunehmend als Grabungsleiter oder in beratender Funktion:
- Römerschanze bei Potsdam, Befestigungsanlage der Lausitzer Kultur und der slawischen Zeit – unter Leitung von Carl Schuchhardt, 1908–1909
- Heiligenberg, Département Bas-Rhin, römisches Töpfereizentrum – 1909–1910
- Cucuteni, Fundplatz der Kupfersteinzeit – unter Leitung von Hubert Schmidt, 1909–1910[5]
- Straßburg, frührömische Gräber – 1910
- Echterdingen und Tübingen-Pfrondorf, Viereckschanzen – 1911
- Goldberg bei Nördlingen, Höhensiedlung der Jungsteinzeit und Metallzeiten – 1911–1929
- Glogau, vor- und frühgeschichtliche Siedlung – 1913
- Römisches Bad bei Kressbronn-Betznau am Bodensee – 1913
- Bürgle bei Gundremmingen, römisches Kastell – 1921, 1922, 1925
- Lochenstein, Hausen am Tann – Bersu erkannte 1923 eine kontinuierliche Abfolge von der Bronze- in die Eisenzeit[6]
- Kastell Lautlingen, römisches Kastell – 1924, 1925, 1926
- sogenannter Angrivarierwall bei Leese, frühgeschichtliche Wallanlage – 1926
- Gelbe Burg bei Heidenheim (Mittelfranken), spätantike Höhensiedlung – 1926
- Kastell Altrip, römisches Kastell – 1926/1927 und 1932
- Kastell Vemania, römisches Kastell – 1926
- Römervilla Murimooshau bei Sarmenstorf, römische Villa – 1927
- Kastell Duel, spätrömische Befestigung – zusammen mit Rudolf Egger, 1928–1931[7]
- Stadtgörz, spätlatènezeitliche Befestigung – 1928
- Lengyel, Siedlung der Lengyel-Kultur – zusammen mit Ferenc von Tompa, 1928
- Dietzenley, metallzeitliche Befestigung – zusammen mit Paul Steiner, 1928
- Tószeg, bronzezeitlicher Tell – 1928
- Hermopolis Magna, altägyptischer Fundplatz – unter Leitung von Günther Roeder, 1929–1932
- Villa von Laufen-Müschhag, römischer Gutshof – 1933
- Wittnauer Horn bei Wittnau, vor- und frühgeschichtliche Befestigung – 1934–1935
- Aduatuca Tungrorum, römisches Kastell – 1934
- Füzesabony, kupfersteinzeitlicher Tell – unter Leitung von Lajos Márton, 1934
- Golemanovo Kale bei Sadowetz, byzantinische Befestigung – 1936–1937[8]
- Vicus Petinesca in Studen, römische Zivilsiedlung – 1937
- Little Woodbury bei Salisbury, eisenzeitliche Siedlung – 1938–1939
- King Arthur’s Round Table bei Eamont Bridge, jungsteinzeitliches oder bronzezeitliches Henge – 1939
- Cashtal yn Ard auf der Isle of Man, hochmittelalterlicher Wohnbau – 1941
- drei Erdwerke bei Castletown auf der Isle of Man, eisenzeitliche Strukturen – 1941–1944
- Chapel Hill bei Balladoole nahe Castletown auf der Isle of Man, eisenzeitlicher Ringwall mit dem wikingerzeitlichen Schiffsgrab von Balladoole – 1944–1945
- Grabhügel im Parish Jurby auf der Isle of Man – 1946
- Ramsey Bay auf der Isle of Man, wikingerzeitliche Küstenbefestigung – 1946
- Schiffsgrab von Ballateare auf der Isle of Man, wikingerzeitlicher Grabhügel – 1946
- Erdwerk in Lisburn – 1946–1947
- Scotstarvit Covert und Gren Craig in Fife, zwei Erdwerke mit Rundhäusern – 1946–1947
- Peel Castle auf der Isle of Man, mittelalterliche Baustrukturen – 1947
- Freestone Hill bei Kilkenny, spätantike Befestigung und bronzezeitlicher Bestattungsplatz – 1948–1949
- Llwyn-du Bach bei Penygroes, eisenzeitliches Gehöft – 1948 und 1953
- Kelly’s Cave in Nymphsfield, prähistorische Nutzungsperioden einer Höhle – 1949
- Auerberg im Allgäu, frührömische Höhensiedlung – 1953
- Kastell Constantia in Konstanz – 1957

## Gerhard-Bersu-Stipendium
Die Stiftung „Pro-Archaeologia-Saxoniae“ hat im Jahre 2004 das Gerhard-Bersu-Stipendium ins Leben gerufen, um die menschlichen und beruflichen Verdienste Bersus zu ehren und gleichzeitig hoffnungsvollen Archäologen-Nachwuchs aus Polen, Tschechien und Sachsen zu fördern.

## Publikationen
- Die Ausgrabungen des spätrömischen Kastells Altrip. In: Germania. Bd. 10 (1926), S. 74f.
- Das Kastell Lautlingen. Ein Beitrag zur Geschichte der Besetzung Württembergs durch die Römer. In: Württembergische Studien. Festschrift zum 70. Geburtstag von Professor Eugen Nägele. Silberburg-Verlag, Stuttgart 1926, S. 177–201.
- Das spätrömische Kastell in Altrip. In: Pfälzisches Museum – pfälzische Heimatkunde. Bd. 45 = 24 (1928), ZDB-ID 500220-5, S. 3–7.
- Der Breite Berg bei Striegau. Eine Burgwalluntersuchung. Band 1: Die Grabungen. Breslau 1930.
- Excavations at Little Woodbury, Wiltshire, Part 1: The settlement as revealed by excavation. In: Proceedings of the Prehistoric Society. Bd. 6, 1940, S. 30–111.
- Das Wittnauer Horn im Kanton Aargau. Seine ur- und frühgeschichtlichen Befestigungsanlagen (= Monographien zur Ur- und Frühgeschichte der Schweiz. 4, ISSN 1012-6295). Birkhäuser, Basel 1945.
- Die spätrömische Befestigung „Bürgle“ bei Gundremmingen (= Veröffentlichungen der Kommission zur Archäologischen Erforschung der Spätrömischen Raetien bei der Bayerischen Akademie der Wissenschaften. 4 = Münchner Beiträge zur Vor- und Frühgeschichte. 10). Beck, München 1964.
- mit David M. Wilson: Three Viking graves in the Isle of Man. London 1966.
- Three Iron Age Round Houses in the Isle of Man. Douglas 1977.